# Associazione per delinquere

L'associazione per delinquere è un delitto contro l'ordine pubblico, previsto dall'art. 416 del codice penale italiano.

## Bene giuridico protetto
Secondo la dottrina e la giurisprudenza prevalenti, il bene protetto è costituito dall'ordine pubblico, che risulterebbe minacciato dalla sola esistenza dell'associazione per delinquere: gli associati, infatti, vengono "...per ciò solo..." puniti, cioè per il solo fatto di appartenere all'associazione, indipendentemente dall'avere o meno compiuto i delitti contemplati dal programma di delinquenza. Questo perché il semplice fatto di essere a conoscenza dell'esistenza di un'associazione per delinquere genera inevitabilmente "allarme sociale" ovverosia mette in pericolo la tranquillità e la pace pubblica. Come si può notare, ciò costituisce una vistosa eccezione al principio generale sancito dall'art. 115 c.p. secondo cui "Salvo che la legge disponga altrimenti..." non è punibile colui il quale si accorda allo scopo di commettere un reato, quando l'accordo non sia seguito dalla commissione del reato medesimo".
Il legislatore penale degli anni 30 evidentemente ha ritenuto che la minaccia all'ordine pubblico derivante dall'esistenza stessa dell'associazione criminosa giustificasse l'anticipazione della soglia di punibilità al livello del pericolo costruendo così una tipica fattispecie di pericolo.

## Soggetto attivo
Soggetto attivo del reato può essere chiunque. Occorre però che il reato sia commesso da almeno tre persone (reato plurisoggettivo o a concorso necessario) accordatesi tra loro. Secondo la dottrina prevalente e la giurisprudenza nel numero minimo non devono essere computati i soggetti incapaci di intendere o di volere, cioè gli infermi di mente e i minori di anni diciotto. Tuttavia, un'autorevole dottrina ha acutamente osservato che l'esclusione sarebbe in contrasto con il principio generale sancito dall'ultimo comma dell'art. 112 c.p. secondo cui anche i soggetti incapaci devono essere annoverati tra i "concorrenti" nel reato; inoltre, l'esclusione sarebbe manifestamente irragionevole perché la stessa dottrina e giurisprudenza quando si tratta di determinare il numero di persone (pari a 10 o più) che darebbe luogo all'applicazione dell'aggravante speciale prevista dal quinto comma dell'art. 416 c.p. vi computano anche i soggetti incapaci e non si capisce la ragione di tale arbitrio (Antolisei, manuale - parte speciale II). Il problema attiene alla natura dell'imputabilità e al rapporto con il reato e con l'elemento soggettivo.

## Struttura della norma incriminatrice
La norma incriminatrice ripropone la struttura fondamentale del fatto associativo ("Quando tre o più persone si associano allo scopo di commettere più delitti...") prevedendo l'applicazione della pena della reclusione da uno a cinque anni per i membri semplici dell'associazione e con quella della reclusione da tre a sette anni per coloro che promuovono o costituiscono od organizzano l'associazione ovvero per i capi della stessa.
A puro titolo informativo, è promotore colui il quale prende l'iniziativa per la costituzione dell'associazione, palesando all'esterno l'intenzione di voler dar vita alla stessa; è costitutore colui che crea l'associazione mediante il reclutamento del personale e il reperimento dei mezzi; è organizzatore colui il quale fornisce una struttura operativa al sodalizio criminoso, agendo con autonomo potere decisionale. L'art. 416 co. 3 c.p. equipara ai promotori i capi cioè i soggetti che dirigono l'associazione o ne detengono il potere.

## Consumazione
Il reato si consuma nel momento in cui nasce l'associazione perché è in questo stesso momento che sorge il pericolo per l'ordine pubblico: trattandosi di reato di pericolo, per la consumazione è indifferente la realizzazione dei reati programmati. L'associazione per delinquere è, come già anticipato, un tipico reato permanente per cui la consumazione si protrae finché l'associazione non si scioglie per il venir meno dei singoli associati o il compimento del programma di delinquenza. I compartecipi che commettono uno o più delitti oggetto del programma di delinquenza ne risponderanno personalmente del cosiddetto "reato di scopo" in combinato con il delitto di cui all'art. 416 c.p.

## Elemento soggettivo
Ai fini della sussistenza del dolo è necessaria non solo la volontà di associarsi ma altresì la consapevolezza di associarsi con almeno altre due persone allo scopo ulteriore di commettere una pluralità indeterminata di delitti. Trattasi evidentemente di un dolo specifico. Il dolo è escluso dall'ignoranza del carattere delittuoso dei fatti rientranti nello scopo comune.

## Circostanze aggravanti
Il nostro codice penale prevede due circostanze aggravanti speciali: la prima è quella del cosiddetto brigantaggio, quando cioè "gli associati scorrono in armi le campagne o le pubbliche vie" (art. 416 co. 4 c.p.), per la quale è prevista l'applicazione della pena della reclusione da cinque a quindici anni in luogo di quella prevista per l'ipotesi base; la seconda è quella che ricorre quando il numero degli associati sia pari a dieci o superiore (art. 416 co. 5 c.p.), nel qual caso si applica un aumento di pena "...fino a un terzo".

## Associazione di tipo mafioso
Con l'entrata in vigore della legge 13 settembre 1982, n. 646 (Associazione a delinquere di tipo mafioso e disposizioni in materia di misure di prevenzione di carattere patrimoniale) ha fatto invece l'ingresso nell'ordinamento italiano il reato di associazione di tipo mafioso. Detta norma ha infatti introdotto l'art. 416 bis c.p. che appunto definisce tale fattispecie.